# Pogonia kungii
Pogonia kungii é uma espécie de orquídea terrestre de flores vistosas que habita os campos do nordeste da China.